# Élection présidentielle serbe de 2004
L’élection présidentielle serbe de 2004 (en serbe cyrillique : Избори за председника Србије 2004, en serbe latin : Izbori za predsednika Srbije 2004) se tient les 13 et 27 juin 2004, afin d'élire le Président de la république de Serbie pour un mandat de cinq ans.
Après 17 mois de vacance de la fonction présidentielle, l'abolition du quorum de participation de 50 % des inscrits permet l'élection d'un nouveau chef de l'État. Au second tour de scrutin, le libéral pro-européen Boris Tadić l'emporte avec 250 000 voix d'avance sur le nationaliste Tomislav Nikolić. Au premier tour, le candidat de la coalition gouvernementale au pouvoir depuis trois mois Dragan Maršićanin se place en quatrième position.

## Candidats
- Boris Tadić (Борис Тадић), Parti démocrate
- Tomislav Nikolić (Томислав Николић), Parti radical serbe
- Dragan Maršićanin (Драган Маршићанин), Parti démocrate de Serbie
- Bogoljub Karić (Богољуб Карић), Mouvement Force de la Serbie
- Ivica Dačić (Ивица Дачић), Parti socialiste de Serbie
- Élisabeth de Yougoslavie (Јелисавета Карађорђевић), membre de l'ancienne famille royale de Serbie
- Vladan Batić (Владан Батић), Parti démocrate-chrétien de Serbie
- Borislav Pelević (Борислав Пелевић), Parti de l'unité serbe
- Branislav Ivković (Бранислав Ивковић), Parti socialiste populaire
- Zoran Milinković (Зоран Милинковић), Parti patriotique de la diaspora
- Marijan Rističević (Марјан Ристичевић), Parti national paysan
- Ljiljana Aranđelović (Љиљана Аранђеловић), Serbie unie
- Dragan Đorđević (Драган Ђорђевић), Parti des citoyens serbes
- Milovan Drecun (Милован Дрецун), Renaissance serbe
- Mirko Jović (Мирко Јовић), Parti radical populaire

La surprise de cette élection fut le succès relatif de Bogoljub Karić, l'un des hommes d'affaires les plus riches de Serbie. Le candidat soutenu par le gouvernement, Dragan Maršićanin, termina en quatrième position, ce qui posa la question de nouvelles élections législatives en Serbie.
Au second tour, Boris Tadić obtint le soutien des partis gouvernementaux, ainsi que celui de Bogoljub Karić.

## Résultats
| Candidats                               | Partis                                                                                            | Votes 1er tour | %     | Votes 2d tour | %     |
| --------------------------------------- | ------------------------------------------------------------------------------------------------- | -------------- | ----- | ------------- | ----- |
| Boris Tadić                             | Parti démocrate                                                                                   | 853 584        | 27,37 | 1 681 528     | 53,97 |
| Tomislav Nikolić                        | Parti radical serbe                                                                               | 954 339        | 30,6  | 1 434 068     | 46,03 |
| Bogoljub Karić                          | Mouvement Force de la Serbie                                                                      | 568 691        | 18,23 |               |       |
| Dragan Maršićanin                       | Gouvernement (Parti démocrate de Serbie, G17 Plus, Mouvement serbe du renouveau, Nouvelle Serbie) | 414 971        | 13,3  |               |       |
| Ivica Dačić                             | Parti socialiste de Serbie                                                                        | 125 952        | 4,04  |               |       |
| Princesse Élisabeth de Yougoslavie      | Initiative pour une Serbie plus belle                                                             | 62 737         | 2,1   |               |       |
| Milovan Drecun                          | Renaissance serbe                                                                                 | 16 907         | 0,54  |               |       |
| Vladan Batić                            | Parti démocrate-chrétien de Serbie                                                                | 16 795         | 0,54  |               |       |
| Borislav Pelević                        | Parti de l'unité serbe                                                                            | 14 317         | 0,46  |               |       |
| Branislav Ivković                       | Parti socialiste populaire                                                                        | 12 672         | 0,4   |               |       |
| Ljiljana Aranđelović                    | Serbie unie                                                                                       | 11 796         | 0,38  |               |       |
| Marijan Rističević                      | Parti national paysan                                                                             | 10 198         | 0,33  |               |       |
| Dragan Đorđević                         | Parti des citoyens serbes                                                                         | 5 785          | 0,19  |               |       |
| Mirko Jović                             | Parti radical populaire, Serbie et diaspora, Bloc européen                                        | 5 546          | 0,18  |               |       |
| Zoran Milinković                        | Parti patriotique de la diaspora                                                                  | 5 442          | 0,17  |               |       |
| Total (participation 47,75 % et 48,7 %) | Total (participation 47,75 % et 48,7 %)                                                           | 3 117 339      | 100,0 | 3 115 596     | 100,0 |
| Inscrits                                | Inscrits                                                                                          | 6 532 263      |       | 6 532 940     |       |
| Votants                                 | Votants                                                                                           | 3 119 087      |       | 3 159 194     |       |
| Valides                                 | Valides                                                                                           | 3 081 040      |       | 3 115 596     |       |
| Invalides                               | Invalides                                                                                         | 38 047         |       | 42 975        |       |
| Source : CeSID                          |                                                                                                   |                |       |               |       |

Boris Tadić est devenu le nouveau président de la République de Serbie.